# Jalisse
Jelisse este un duet muzical italian format din Fabio Ricci și  Alessandra Drusian.